# Emil Boček
Emil Boček (n. 25 februarie 1923, Tuřany⁠(d), Brno-Tuřany⁠(d), Land of Moravia⁠(d), Cehoslovacia – d. 25 martie 2023, Brno, Cehia) a fost un pilot militar ceh, ultimul pilot ceh supraviețuitor al Forțelor Aeriene Regale (RAF), general de armată.

## Biografie
Este fiul lui Jan și al Mariei, născută Krčmová.

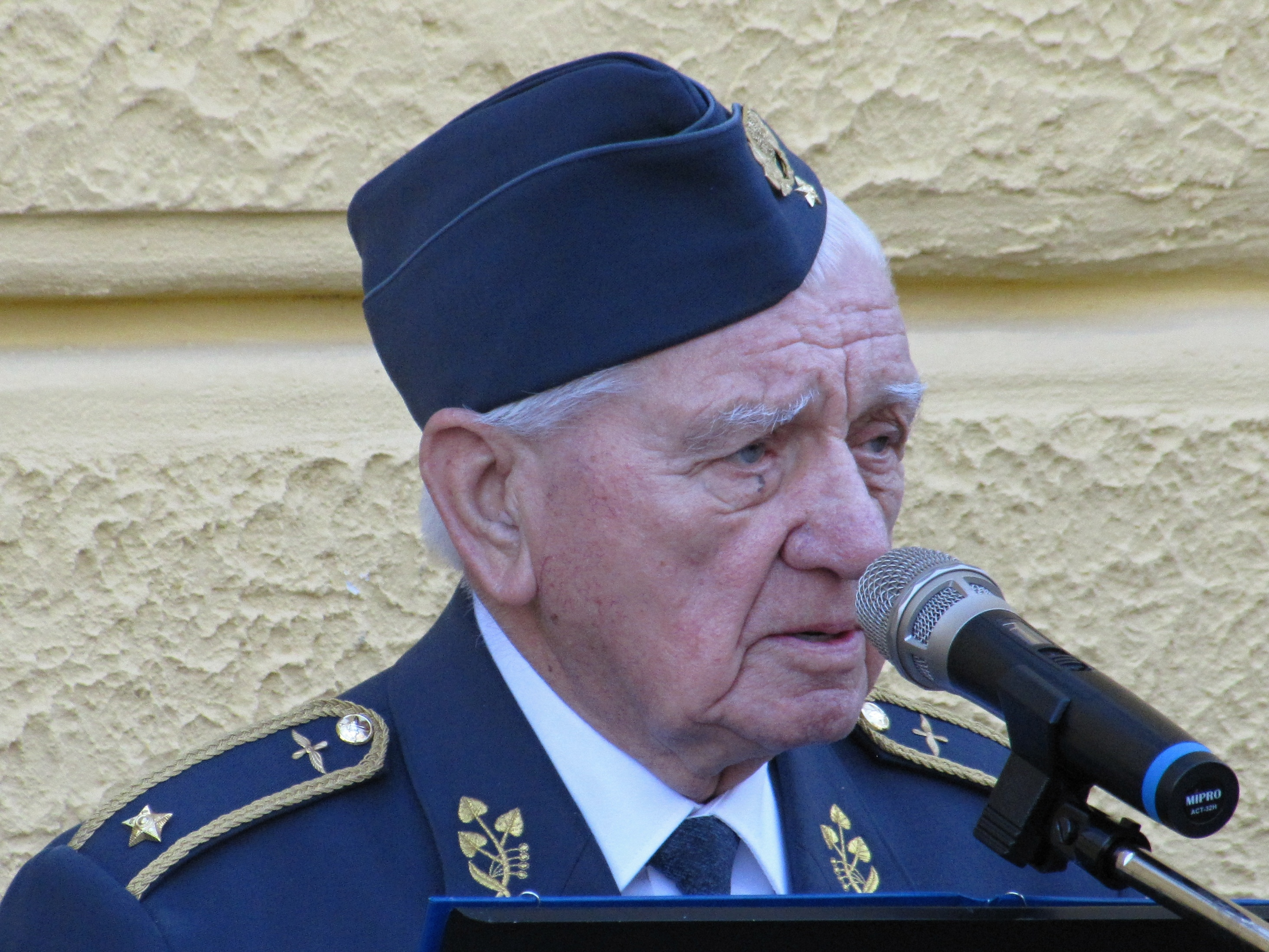

A absolvit o școală primară din Tuřany, apoi s-a pregătit ca lăcătuș mecanic. La 27 decembrie 1939, a plecat de acasă ilegal și a călătorit prin Slovacia până la Budapesta, unde a fost arestat și deportat în Slovacia. După mai multe încercări, a reușit să ajungă la Consulatul Franței din Budapesta, apoi a plecat în Iugoslavia, iar mai târziu prin Grecia și Turcia la Beirut. La bordul navei Compiegne, a navigat apoi spre Marsilia.
Ca parte a Regimentelor 1 și apoi 2 de infanterie cehoslovacă, a luat parte la campania franceză din 1940. La sfârșitul lunilor iunie și iulie 1940, a fost evacuat în Marea Britanie la bordul navei egiptene Rod-el-Farag. La 21 septembrie 1940, a fost acceptat în Royal Air Force, unde a devenit mecanic. Din aprilie 1941 până în octombrie 1942, a servit ca mecanic în Escadrila 312 Cehoslovacă. În octombrie 1942, a început să se pregătească ca pilot militar. El a efectuat primul zbor pe 12 iulie 1943 la Calgary. A absolvit cursul de pilotaj la 28 ianuarie 1944.
La 20 octombrie 1944, a fost repartizat în Escadrila 310 și a avut primul sa misiune de luptă 8 zile mai târziu. În timpul serviciului său pentru RAF, a avut 26 de zboruri ca misiuni de luptă. La 13 august 1945, a aterizat pe aeroportul Praga-Ruzyně, apoi a servit în Forțele Aeriene Cehoslovace. La 2 martie 1946 a părăsit armata la cererea sa (ca fost membru al rezistenței necomuniste) și a lucrat ca mecanic auto. Înainte de februarie 1948, deținea un atelier de reparații auto în Brno, pe care însă, după ascensiunea regimului comunist, a trebuit să-l lase „voluntar” să fie naționalizat și predat companiei Mototechna. Apoi a lucrat la Mototechna, iar mai târziu ca strungar la Institutul de Cercetare al Academiei Cehoslovace de Științe din Brno. Aparent, datorită acestui fapt, a evitat persecuția din partea regimului comunist. Pe vremea aceea era și un motociclist foarte promițător. În anii 1983–1988 a lucrat pentru Drukov, în 1988 s-a pensionat.
În 1990 a fost avansat la gradul de căpitan, iar în 1993 la gradul de colonel. În 1996, a cunoscut-o pe regina Elisabeta a II-a în timpul vizitei acesteia la Brno. În 2014, președintele Miloš Zeman l-a numit în gradul de general de brigadă, iar în 2019 în gradul de general de armată. După moartea lui Kurt Taussig în 2019, el a devenit ultimul pilot cehoslovac supraviețuitor al Forțelor Aeriene Regale. În octombrie 2019, a fost internat din cauza unor probleme cardiace.
În 1951 s-a căsătorit cu Eva Svobodova, , cu care are un fiu, Jiří, și o fiică, Zuzana. A fost un veteran activ și activist social în Brno.
A murit la 25 martie 2023 la vârsta de 100 de ani.